# Зрковці
Зрковці (словен. Zrkovci) — поселення в общині Марибор, Подравський регіон‎, Словенія.